# Неус Авіла
Неус Авіла (ісп. Neus Ávila; нар. 26 липня 1971) — колишня іспанська тенісистка.
Найвищу одиночну позицію світового рейтингу — 105 місце досягла 17 квітня 1995, парну — 304 місце — 11 жовтня 1993 року.

## Фінали ITF

### Одиночний розряд: 7 (5-2)
| турніри $25,000 |
| турніри $10,000 |

| Результат | Ранг | Дата              | Турнір                 | Покриття | Суперниця у фіналі     | Рахунок у фіналі       |
| Поразка   | 1.   | 14 серпня 1989    | Ганджі, Італія         | Тверде   | Лоренца Як'я           | 2–6, 1–6               |
| Перемога  | 2.   | 21 серпня 1989    | Ніколозі, Італія       | Тверде   | Араселі Монтеро        | 6–3, 6–2               |
| Поразка   | 3.   | 25 листопада 1991 | Порту-Алегрі, Бразилія | Ґрунт    | Марія Лусіана Рейнарес | 1–6, 3–6               |
| Перемога  | 4.   | 12 липня 1993     | Віго, Іспанія          | Ґрунт    | Ана Сегура             | 7–6(7), 6–7(3), 7–6(5) |
| Перемога  | 5.   | 19 липня 1993     | Більбао, Іспанія       | Ґрунт    | Клаудія Чабалгойті     | 6–3, 6–0               |
| Перемога  | 6.   | 6 червня 1994     | Казерта, Італія        | Ґрунт    | Анка Барна             | 6–1, 6–2               |
| Перемога  | 7.   | 20 лютого 1995    | Валенсія, Іспанія      | Ґрунт    | Федеріка Бонсіньйорі   | 6–3, 6–2               |

### Парний розряд: 1 (0–1)
| Результат | Ранг | Дата           | Турнір         | Покриття | Партнерка               | Суперниці               | Рахунок       |
| Поразка   | 1.   | 14 серпня 1989 | Ганджі, Італія | Тверде   | Вірхінія Руано Паскуаль | Доріс Йотті Неллі Пардо | 6–4, 3–6, 2–6 |